# Aïda Touré
Aïda Touré est une poétesse, peintre et compositrice gabonaise. Elle est autrice de quatre recueils de poèmes.

## Biographie
Aïda Touré est née au Gabon d'un père malien et d'une mère gabonaise.
Elle fait ses études secondaires en France puis s'installe à New York, États-Unis en 1995, où elle suit des études en musique . En 2017, elle est citée parmi les OkayAfrica's 100 Women,.
En 2000, elle écrit son premier recueil de poèmes soufis intitulé Unmanifest Poems. En 2001, elle publie The Sublime Sphere, puis Nocturnal Light en 2012. En 2018, elle sort Cosmicity, son quatrième ouvrage. Ces œuvres sont étudiées dans les établissements aux États-Unis et au Canada,,.
Aïda Touré participe à plusieurs expositions en France, aux États-Unis et au Gabon, parmi lesquelles Luminous Dark Matter. En 2015, elle expose à la Rio II Gallery de New York.  
Elle a créé une ligne de bijoux nommée Fragance of life qui sont des versions miniatures de ses tableaux,.

## Œuvres
- (en) Unmanifest poems, New York, Writers Club Press, 2000, 134 p. (ISBN 9780595126729 et 0595126723, OCLC 1312016647, lire en ligne).
- (en) The Sublime Sphere, Lincoln, iUniverse, Incorporated,, 2001 (ISBN 9780595192236 et 0595192238, OCLC 1312015949, lire en ligne).
- (en) Nocturnal Light: Sufi Poems, CreateSpace Independent Publishing Platform, 2012 (ISBN 978-1466267381).
- (en) Cosmicity, CreateSpace Independent Publishing Platform, 2018 (ISBN 978-1725528024).